# 노비드부르마조비에츠키

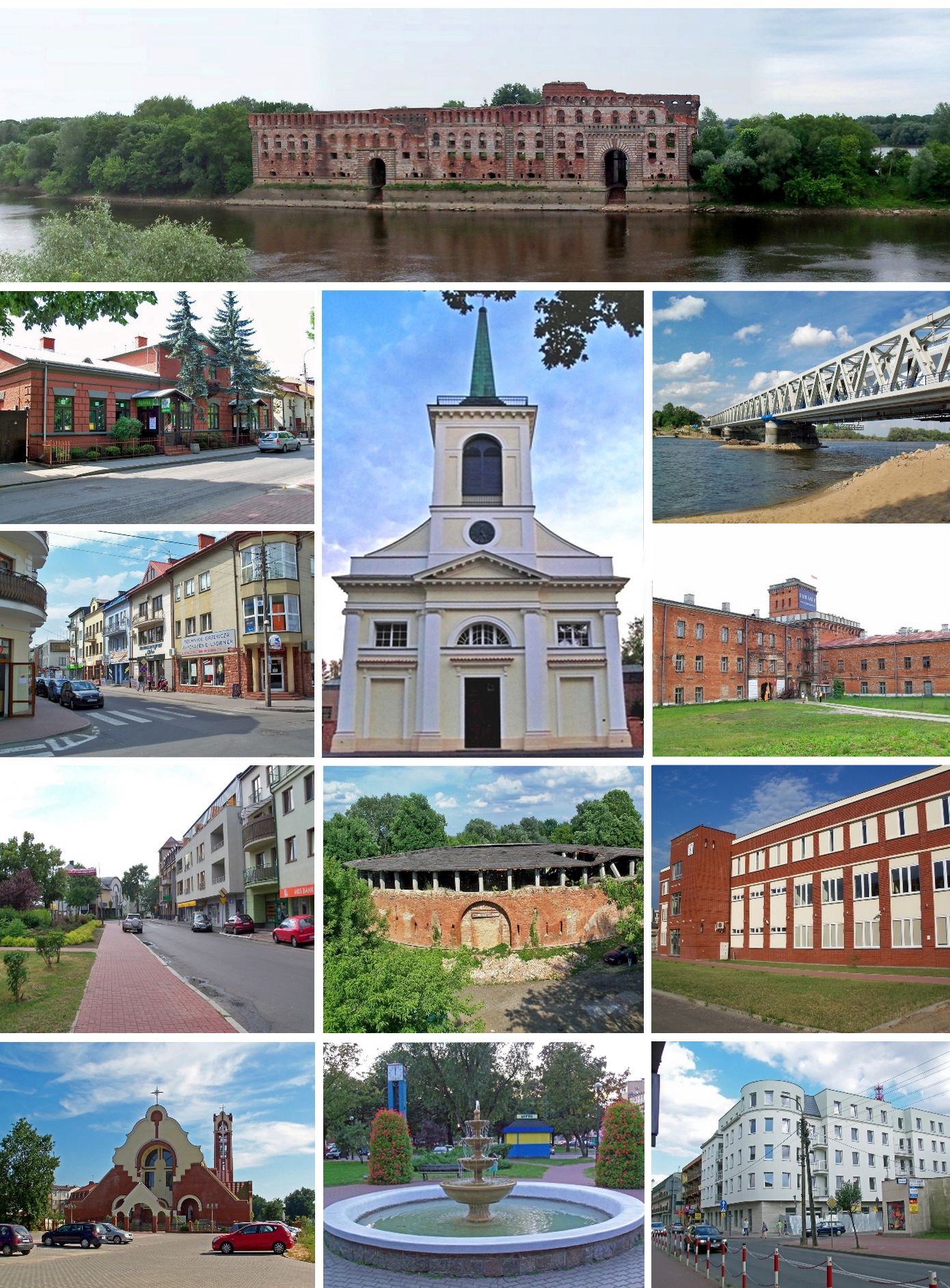
노비드부르마조비에츠키

노비드부르마조비에츠키(폴란드어: Nowy Dwór Mazowiecki)는 폴란드 마조프셰주의 도시다. 노비드부르군의 군도다. 2021년 기준으로 인구는 28,564명이다.